# مارکو پمپتی
مارکو پمپتی (انگلیسی: Marco Pompetti؛ زادهٔ ۲۲ مهٔ ۲۰۰۰) بازیکن فوتبال است.
وی همچنین در تیم‌های ملی فوتبال زیر ۱۸ سال ایتالیا و زیر ۱۹ سال ایتالیا بازی کرده‌است.